# La République (Charles-Romain Capellaro)
Pour les articles homonymes, voir République (homonymie).

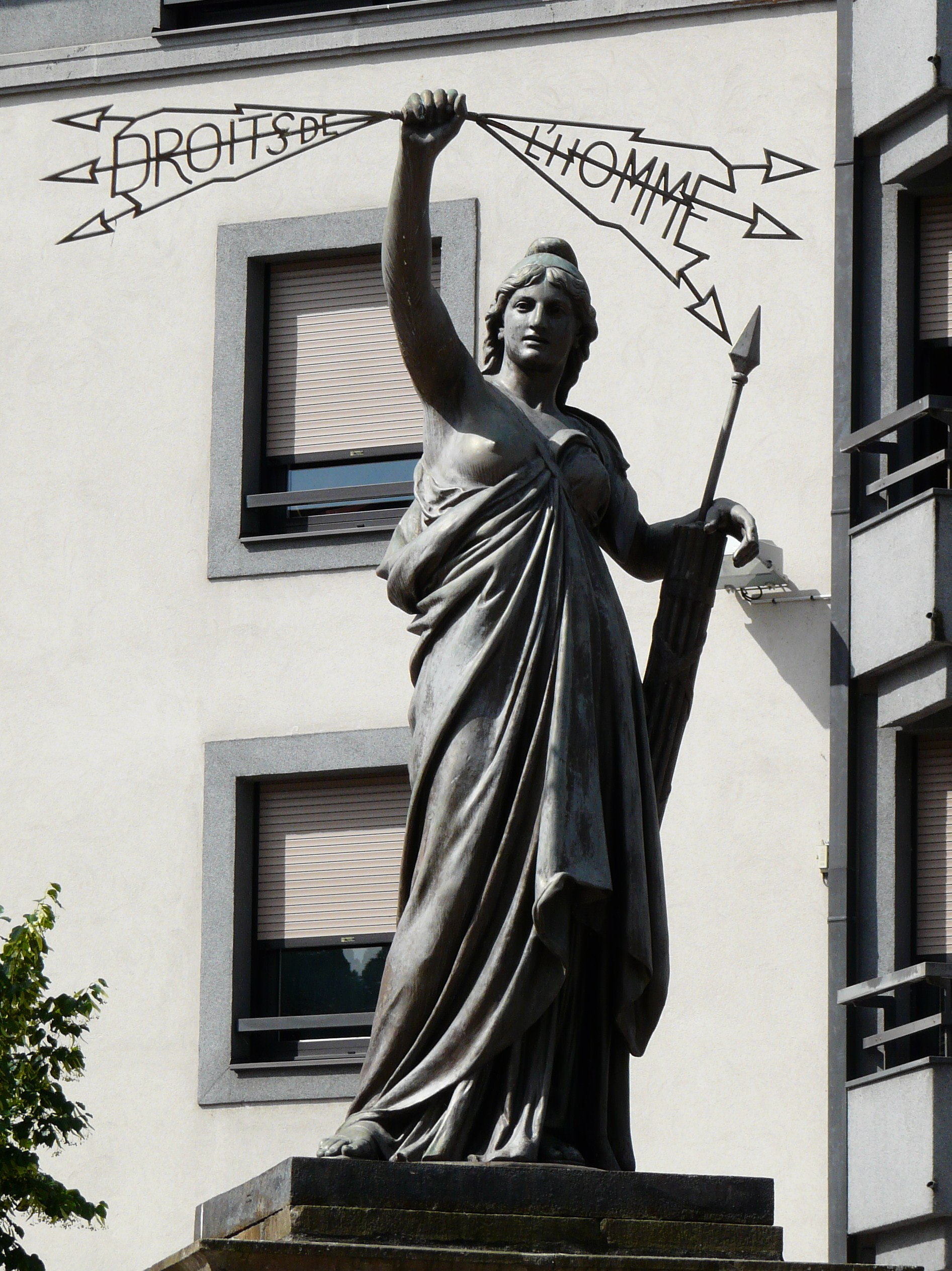
L'une des éditions de la statue à Aurillac.

La République (ou La République brandissant les droits de l'Homme) est une statue de Charles-Romain Capellaro, dont plusieurs exemplaires sont érigés en France dans l'espace public.

## Caractéristiques
Il s'agit d'une statue en ronde-bosse représentant une femme, allégorie de la République, debout, en toge, le sein droit dénudé ; sur sa tête, un bonnet phrygien. Elle tient dans sa main gauche un faisceau de licteur et brandit dans sa main droite les foudres ; les mots « droits de l'homme » sont inscrits dans les foudres, de part et d'autre de son poing. La statue mesure environ 3,50 m de hauteur.

## Éditions
La statue est une création du sculpteur Charles-Romain Capellaro, vers 1880, peu après son retour de déportation et d'exil à la suite de son engagement pendant la Commune de Paris. Figurant au catalogue du fondeur Antoine Durenne, il en existe plusieurs exemplaires installés dans l'espace public en France. Tous ces exemplaires sont en fonte. Ils sont installés sur des socles en pierre qui reproduisent parfois le texte de la déclaration des droits de l'homme et du citoyen de 1789.
La liste suivante, non exhaustive, recense les éditions de la statue :
- Hautes-Alpes : Savines-le-Lac[2] (1905, 44° 31′ 35″ N, 6° 24′ 05″ E)
- Cantal : Aurillac[1] (1890, 44° 55′ 41″ N, 2° 26′ 40″ E)
- Hérault :
  - Gigean[3] (1885, 43° 30′ 00″ N, 3° 42′ 40″ E)
  - Pézenas[4] (1887, 43° 27′ 35″ N, 3° 25′ 23″ E)
  - Puisserguier[5] (1885, 43° 22′ 06″ N, 3° 02′ 27″ E)
  - Villeneuve-lès-Béziers[6] (1900, 43° 18′ 59″ N, 3° 16′ 53″ E)

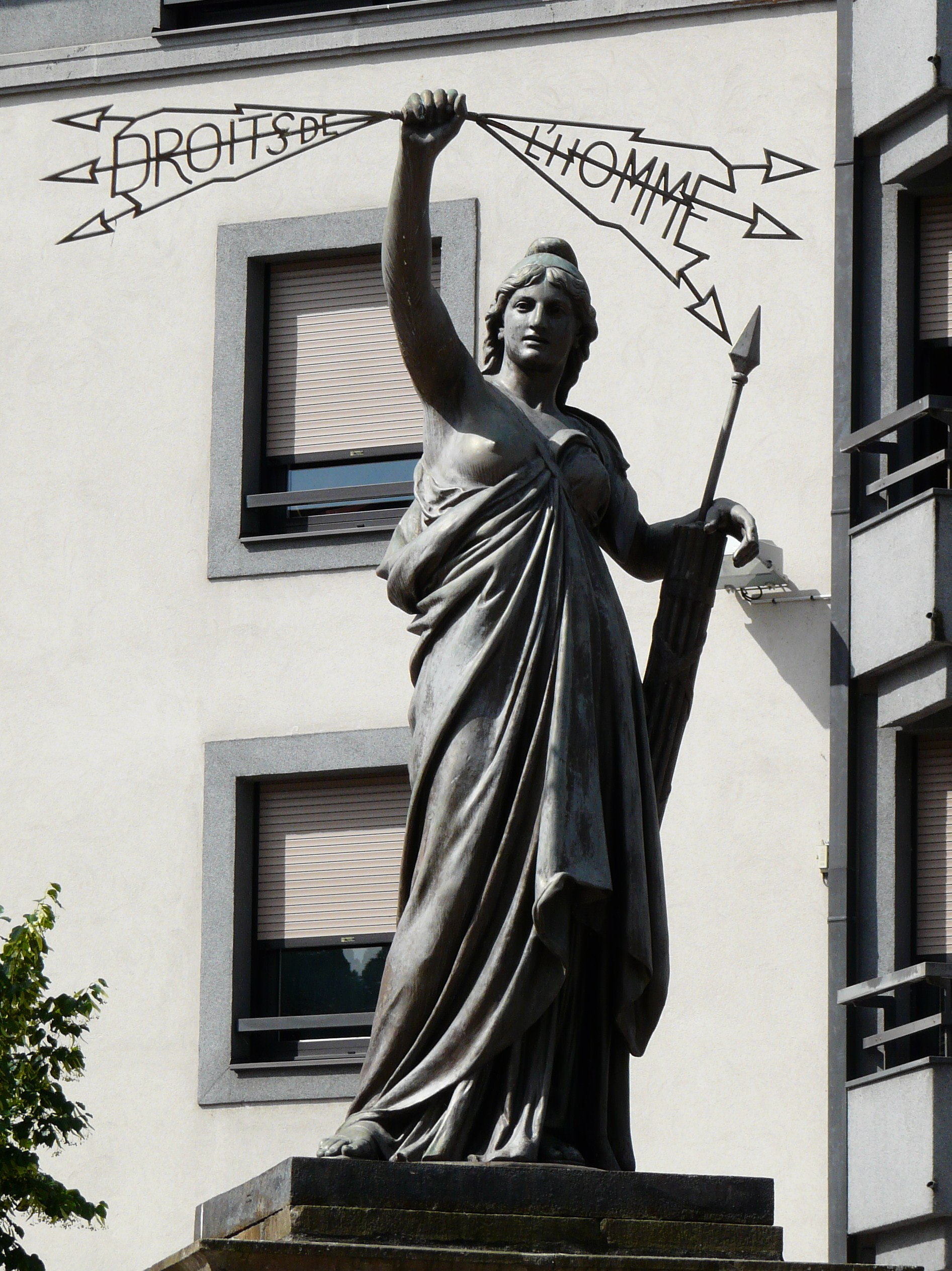
Aurillac, Cantal
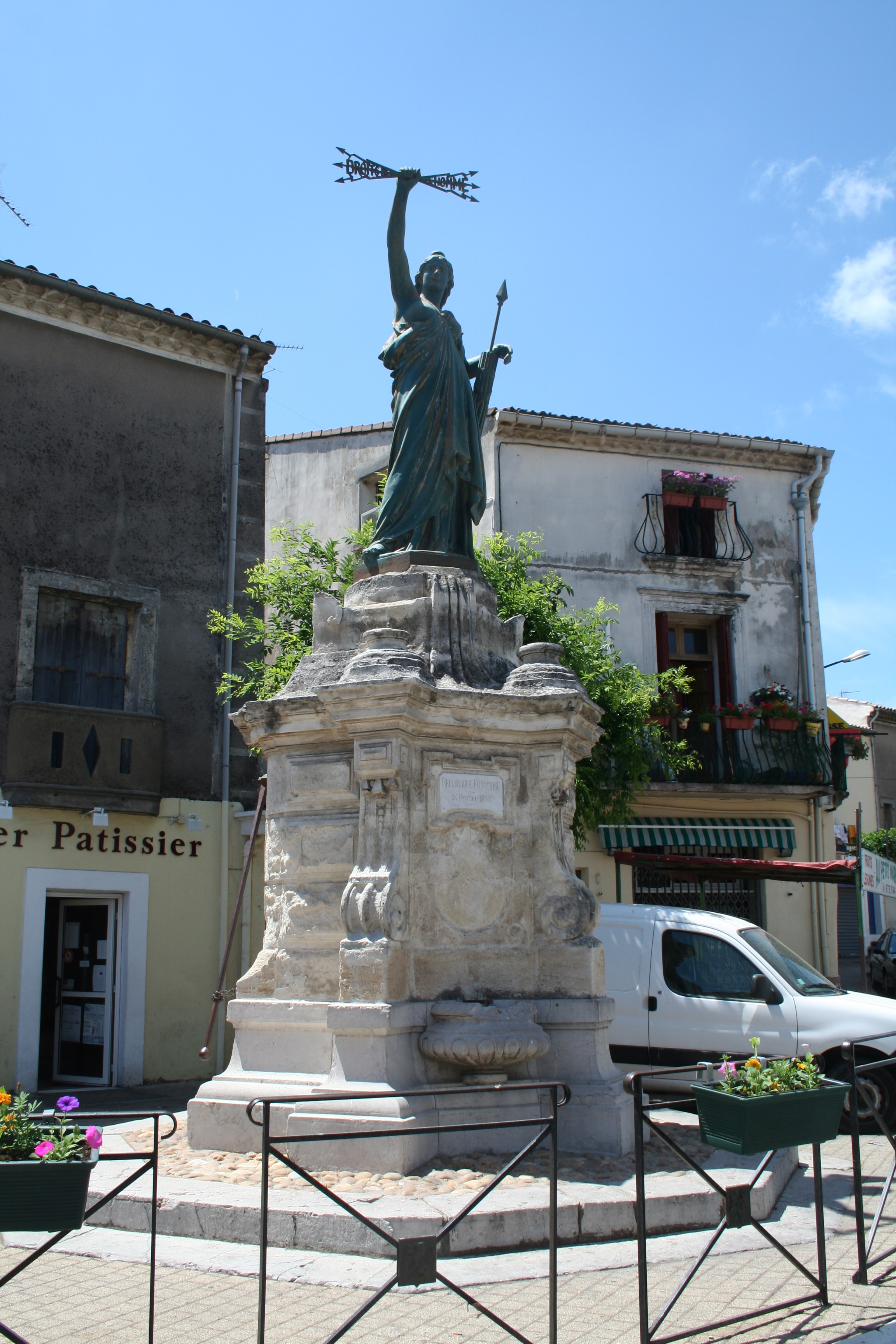
Gigean, Hérault
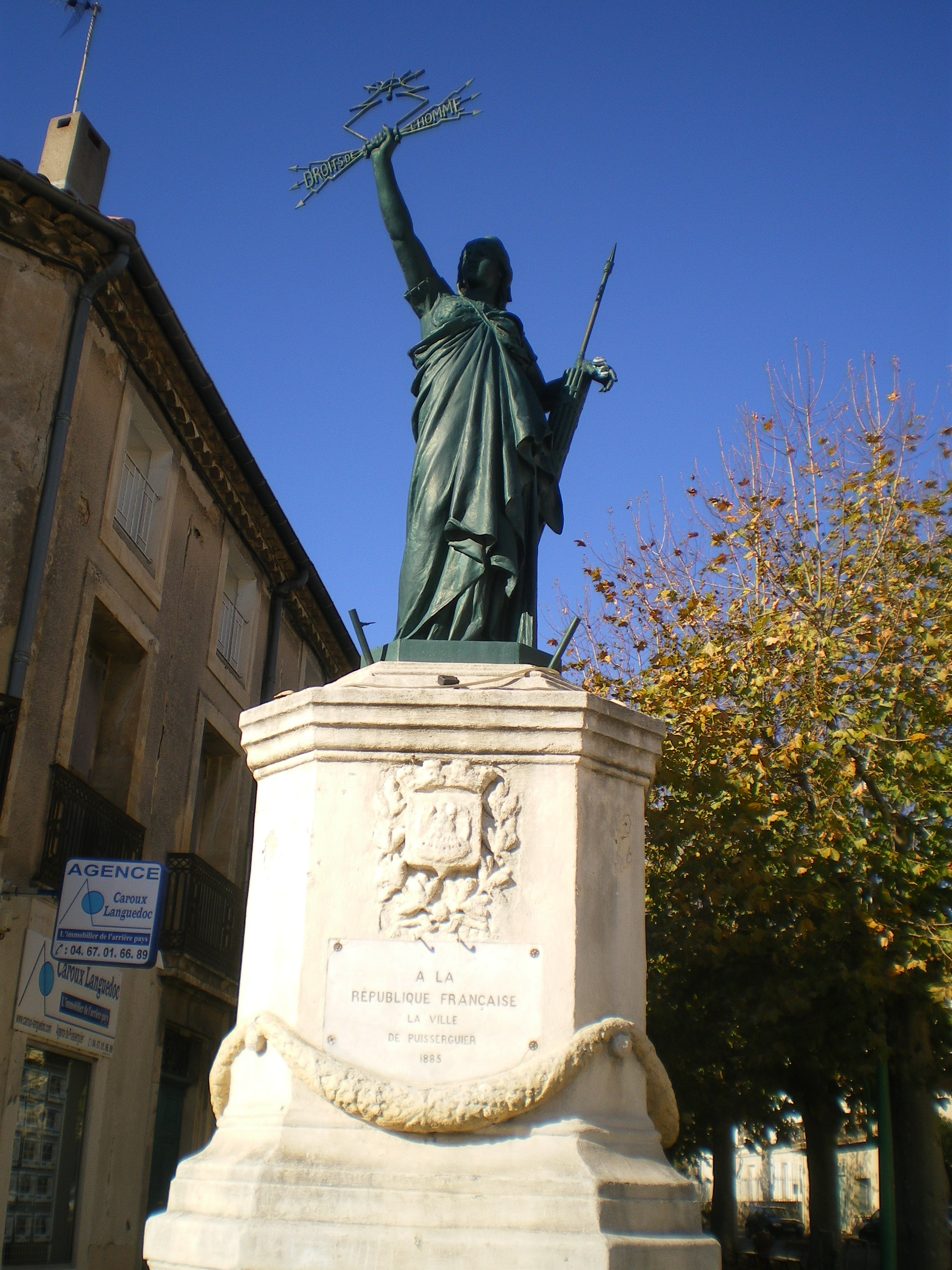
Puisserguier, Hérault
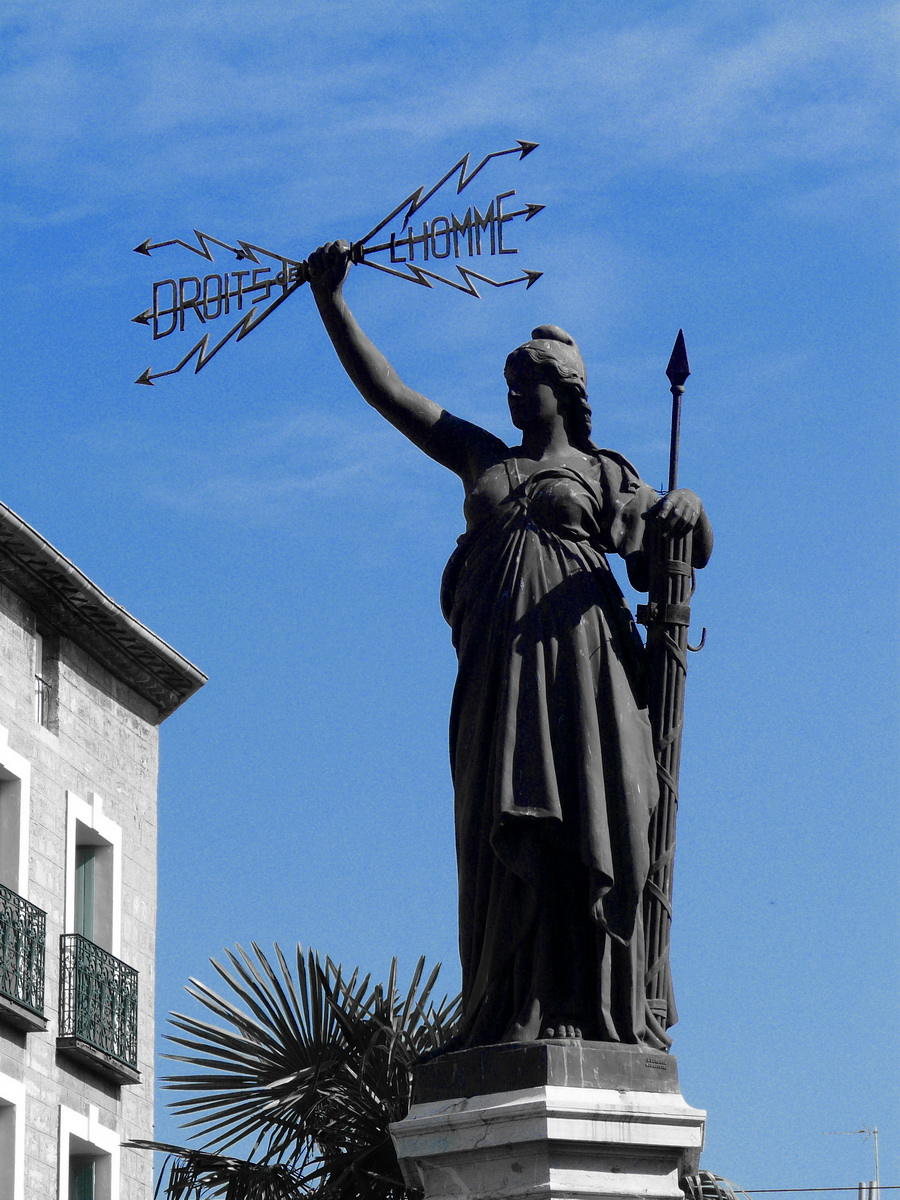
Pézenas, Hérault
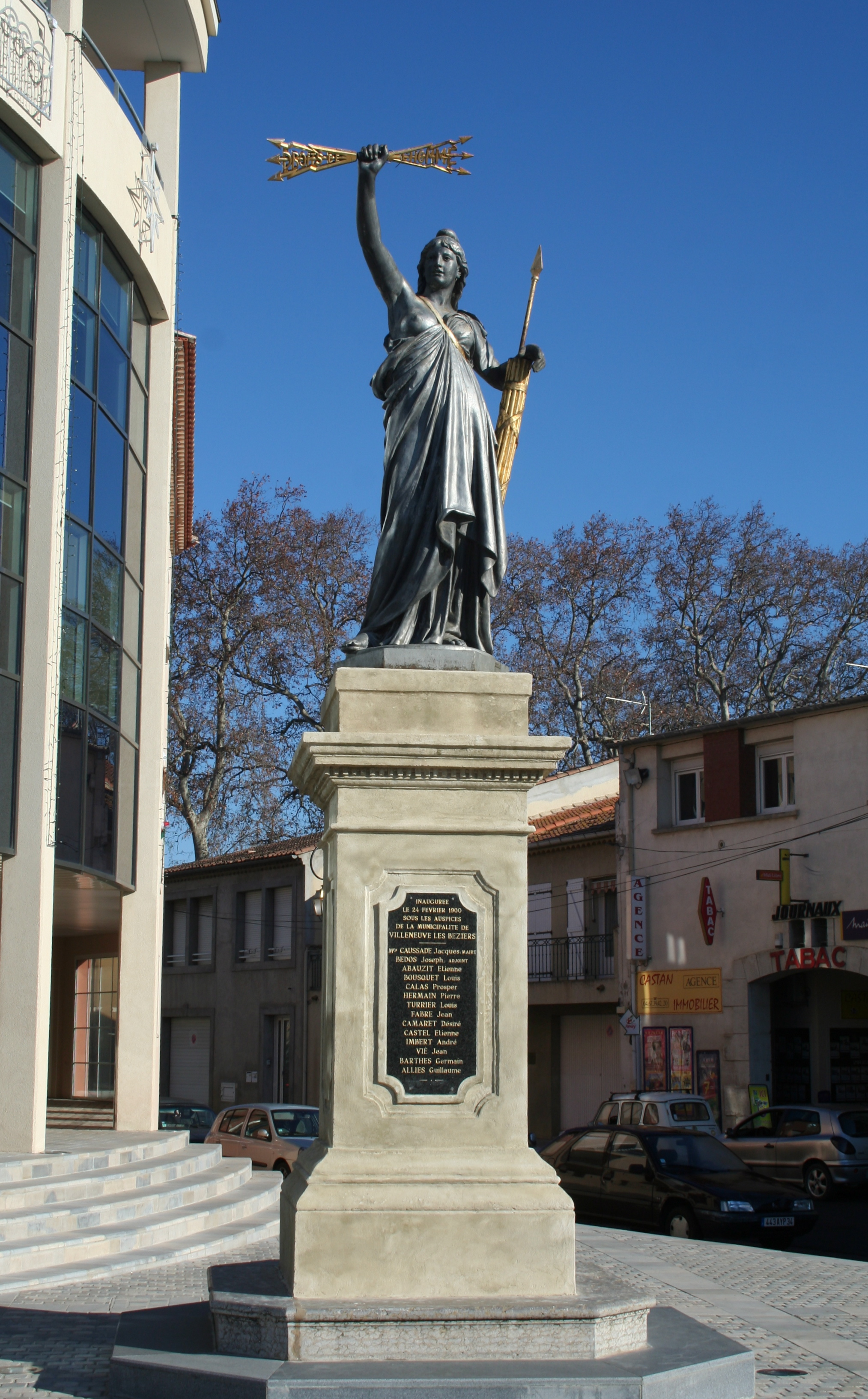
Villeneuve-lès-Béziers, Hérault